# Estación Carlos Salas
Carlos Salas es una estación ferroviaria ubicada en la localidad homónima, Partido de Lincoln, Provincia de Buenos Aires, Argentina.

## Ubicación
La estación se encuentra a 358 km de la Estación Once.

## Servicios
No presta servicios de pasajeros. Sus vías están concesionadas a la empresa de cargas Ferroexpreso Pampeano, sin embargo las vías se encuentran sin uso y en estado de abandono.